# マルティ・ビーゴ・デル・アルコ
マルティ・ビーゴ・デル・アルコ（スペイン語: Martí Vigo del Arco、1997年12月22日 - ）は、スペイン・アラゴン州ウエスカ県セスエ出身のスキー選手（クロスカントリースキー）。2018年平昌オリンピックに出場した。

## 経歴
アラゴン州ウエスカ県セスエ出身。セスエはウエスカ県最北部にある町であり、ピレネー山脈の標高1050m地点にある。3歳の時にスポーツを始めた。2014年・2016年・2017年には世界ジュニア選手権に出場し、2017年大会では10kmで14位となった。この結果によりスペインスキー連盟によるカロリーナ・ルイス賞を受賞している。
2018年1月にはドイツのドレスデンで開催されたクロスカントリースキー・ワールドカップに初めて出場し、個人では67位と、チームでは22位となった。2018年2月には韓国の平昌で開催された2018年平昌オリンピックに出場したが、15kmでは途中棄権した。

## 成績

### 冬季オリンピック
| シーズン | 日付 | 場所          | 種目             | 順位 |
| -------- | ---- | ------------- | ---------------- | ---- |
| 2018     | 平昌 | 2018年2月16日 | 15km             | 棄権 |
| 2018     | 平昌 | 2018年2月21日 | チームスプリント |      |